# Саратовка (Бухар-Жирауський район)
Сара́товка (каз. Саратовка) — село у складі Бухар-Жирауського району Карагандинської області Казахстану. Входить до складу Кизилкаїнського сільського округу.
Населення — 110 осіб (2021; 137 у 2009, 190 у 1999, 276 у 1989).
Національний склад станом на 1989 рік:
- казахи — 31 %;
- росіяни — 23 %.